# Pavel Pogrebňak
Pavel Viktorovič Pogrebňak (rusky Па́вел Ви́кторович Погребня́к; * 8. listopadu 1983 Moskva) je bývalý ruský profesionální fotbalista, který hrál na pozici útočníka. Naposledy působil v ruském klubu FK Ural.
Mezi lety 2006 a 2012 odehrál také 33 zápasů v dresu ruské reprezentace, ve kterých vstřelil 8 branek. Zúčastnil se EURA 2012 v Polsku a na Ukrajině.

## Reprezentační kariéra
Celkově za ruský národní výběr odehrál 33 zápasů a vstřelil v něm 8 branek. Zúčastnil se EURA 2012 v Polsku a na Ukrajině.